# Гоуланд, Уильям
Уильям Гоуланд (англ. William Gowland; 1842—1922) — английский горный инженер, проводивший археологические работы в Японии и Англии. Его называли «отцом японской археологии». Член Королевского антропологического института Великобритании и Ирландии и Лондонского королевского общества; вице-президент Общества антикваров.

## Биография
Родился 16 декабря 1842 года в Сандерленде.
Учился в Королевском химическом колледже и Королевской горной школе в Южном Кенсингтоне, специализируясь на металлургии.
Затем работал химиком и металлургом в Broughton Copper Company с 1870 по 1872 год. В 1872 году Уильям Гоуланд был нанят японским правительством Мэйдзи в качестве иностранного инженера-советника в Osaka Zōheikyoku — предшественнике нынешнего Японского монетного двора.
Начал работать в Осаке по трехлетнему контракту, который неоднократно продлевался, составив шестнадцать лет работы в Японии. Здесь он внедрил методы научного анализа металлов, производство бронзовых и медных сплавов для чеканки монет, применил отражательную печь для повышения эффективности переработки (рафинирования) медных руд. Его опыт распространялся за пределы Монетного двора Японии — он также работал консультантом в Императорской японской армии, оказывал помощь в создании Осакского арсенала по производству артиллерии. В 1883 году был награждён японским правительством Орденом Восходящего Солнца 4-й степени.
Находясь в Японии, в свободное время Уильям Гоуланд увлекался альпинизмом, совершив первые зарегистрированные восхождения на несколько вершин Японских Альп — это название, которое придумал сам Гоуленд, впервые появилось в 1888 году в книге Japan Guide Бэзила Чемберлена.
Также Гоуланд стал известен в Японии как археолог-любитель, проводивший первые по-настоящему точные научные изыскания многочисленных кофунов (захоронений) периода Кофун, в состав которых входили многочисленные императорские мавзолеи. Он вёл раскопки в префектурах Сага, Фукуока и Миядзаки на острове Кюсю, в префектурах Окаяма и в префектуре Фукусима к северу от Токио, а также в регионе Кансай на острове Хонсю.
Вернувшись в Англию, Уильям Гоуланд опубликовал многочисленные работы о своих исследованиях в Японии; а многие артефакты, привезенные им в Англию, он подарил Британскому музею. Гоуланд также был заядлым коллекционером японских картин в стиле нихонга.
Умер 9 июня 1922 года в Лондоне. Был похоронен на кладбище Ист-Финчли в районе Ист-Финчли в северной части Лондона.
Некоторые труды Уильяма Гоуланда:
- The Dolmens and other Antiquities of Korea, 1895.
- The Art of Casting Bronze in Japan, 1896.
- The Dolmens and Burial Mounds in Japan, 1897.
- The Dolmens of Japan and their Builders, 1900.
- The Burial Mounds and Dolmens of the Early Emperors of Japan, 1907.
- The Art of Working Metals in Japan, 1910.
- Metals in Antiquity, 1912.
- The Metallurgy of Non-ferrous Metals, 1914.
- Metal and Metal-Working in Old Japan, 1915.
- Silver in Roman and Earlier Times, 1920.